# Sciapus wiedemanni
Sciapus wiedemanni är en tvåvingeart som först beskrevs av Fallen 1823.  Sciapus wiedemanni ingår i släktet Sciapus och familjen styltflugor. Arten är reproducerande i Sverige. Inga underarter finns listade i Catalogue of Life.